# Brahea armata
Brahea armata ("palmera azul, palma gris") es una especie perteneciente a la familia de las palmeras (Arecaceae).

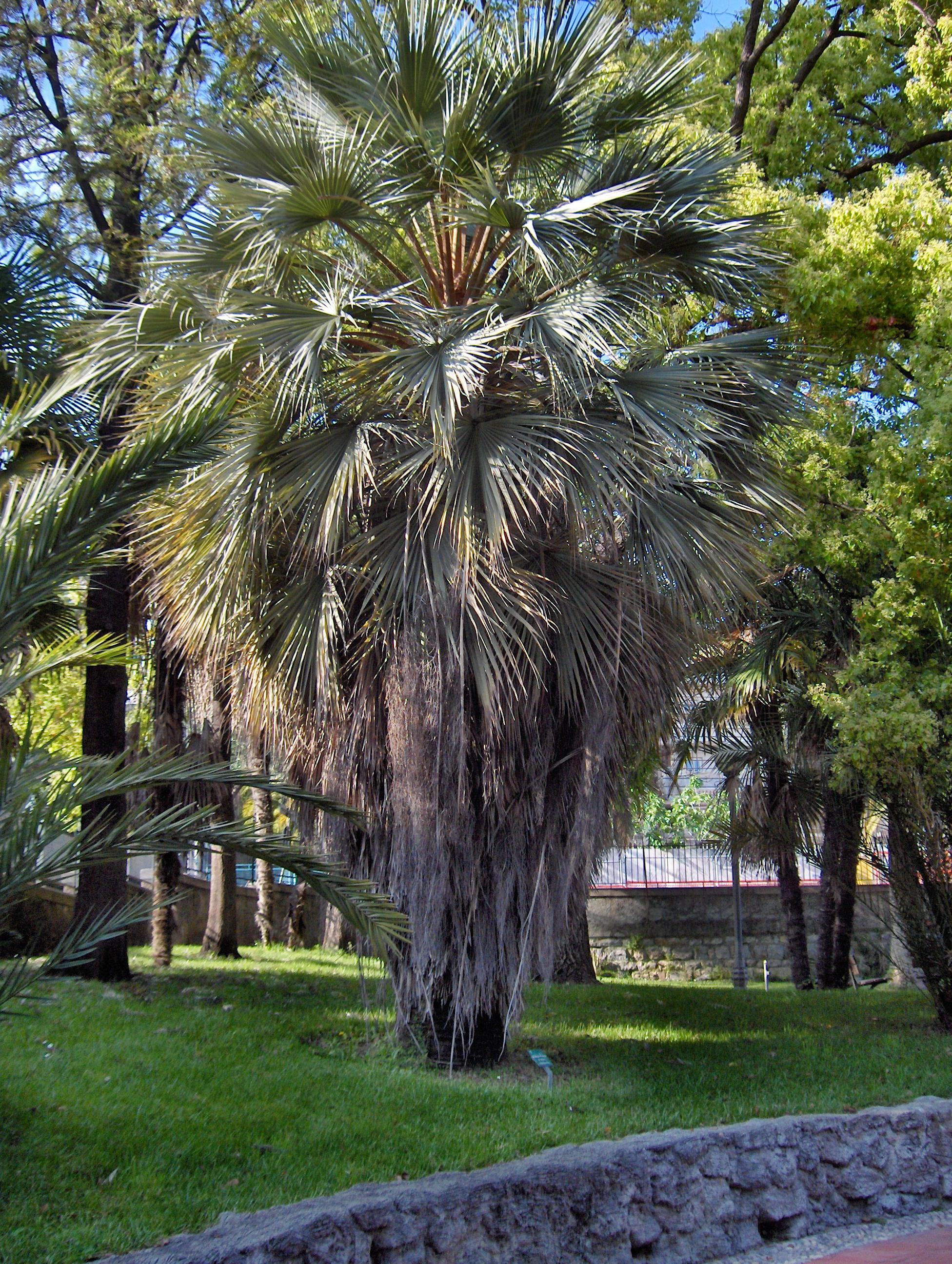
Como planta ornamental

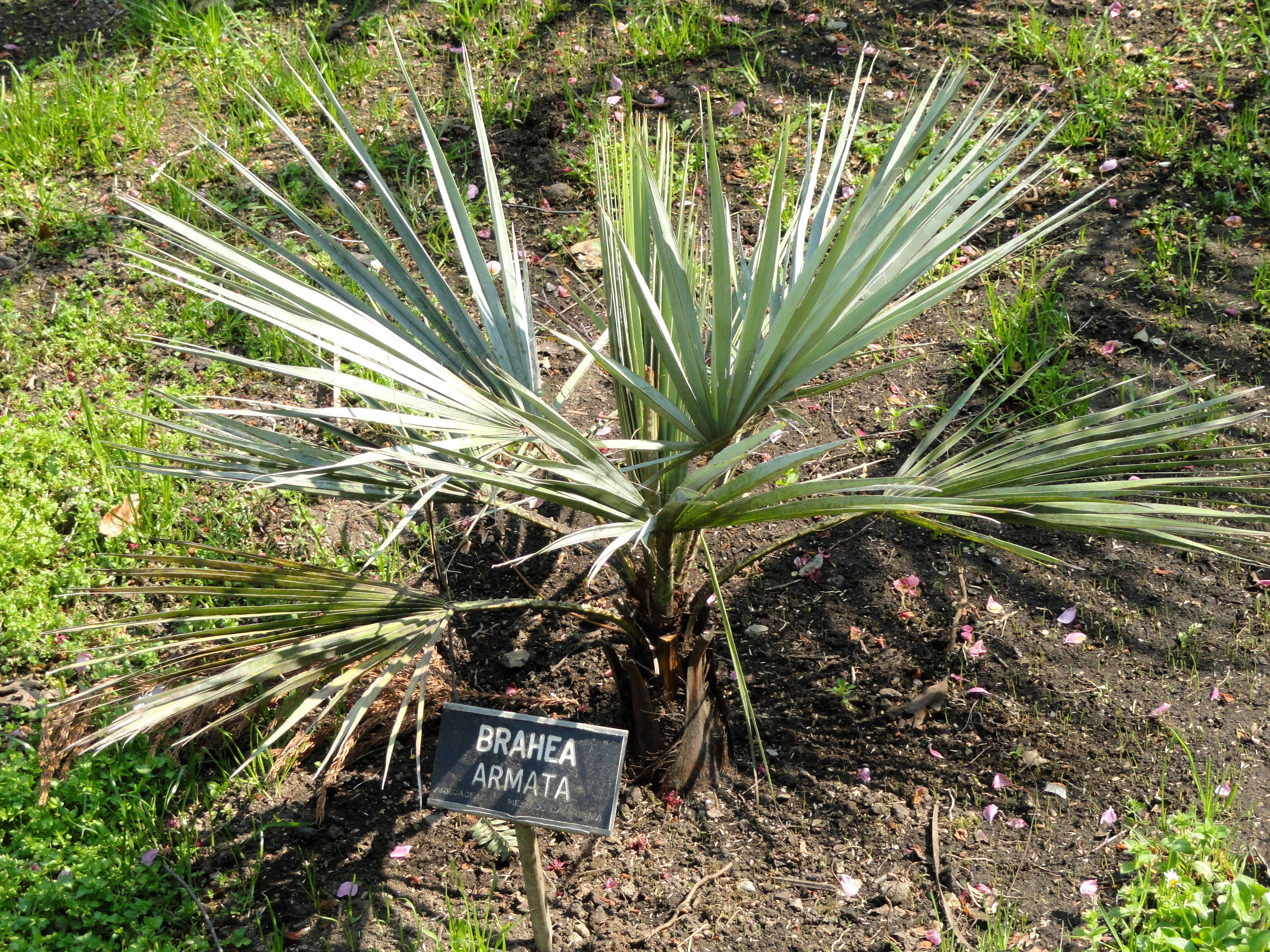
Planta joven

## Distribución
Es endémica de Baja California en México y es ampliamente cultivada como planta ornamental.
Esta especie es la más extendida y endémica del norte de la península,  es común a nivel local en arroyos y fondos de cañones. Se ha observado que crece en grietas de rocas a grandes alturas.  A veces se encuentran junto a Washingtonia filifera o Washingtonia robusta.

## Descripción
Alcanza una altura de hasta 15 metros, con un sólido tronco.  Sus hojas claramente azuladas tienen 1-2 m de ancho, con  largos pecíolos.  Las hojas son persistentes en la naturaleza, formando en todo el tronco una cubierta peluda, en el cultivo normalmente son quemadas o cortadas. Las inflorescencias se extienden más allá de la corona, llegando a los 5 metros de longitud.  Las flores son pequeñas y aparecen en febrero y marzo, mientras que los frutos tienen 18-24 mm de longitud, son de color marrón con una forma ovoide en general o globosa.

## Cultivo
Tiene una apariencia atractiva, especialmente cuando es joven. Es tolerante a la sequía (aunque ocasionalmente se recomienda un riego profundo), puede tolerar tanto sombra parcial o pleno sol, y temperaturas de hasta -10 grados. 

## Taxonomía
Brahea armata fue descrita por Sereno Watson y publicado en Proceedings of the American Academy of Arts and Sciences 11: 146–147. 1876.
Etimología
Brahea: nombre genérico otorgado en honor del astrónomo danés, Tycho Brahe (1546–1601).
armata: epíteto latino que significa "armado, espinoso".
Sinonimia
| - Brahea clara (L.H.Bailey) Espejo & López-Ferr. - Brahea elegans (Franceschi ex Becc.) H.E.Moore - Brahea glauca Hook.f. - Brahea lucida Hook.f. - Brahea nobilis Hook.f. - Brahea roezlii Linden - Erythea armata (S.Watson) S.Watson - Erythea armata var. microcarpa Becc. - Erythea clara L.H.Bailey - Erythea elegans Franceschi ex Becc. - Erythea roezlii (Linden) Becc. ex Martelli - Glaucothea armata (S.Watson) O.F.Cook - Glaucothea elegans (Franceschi ex Becc.) I.M.Johnst. |